# 10250 Hellahaasse
A 10250 Hellahaasse (ideiglenes jelöléssel 1252 T-1) a Naprendszer kisbolygóövében található aszteroida. Cornelis Johannes van Houten,  Ingrid van Houten-Groeneveld és Tom Gehrels fedezte fel 1971. március 25-én.